# Fish Creek Bay Boathouse
La Fish Creek Bay Boathouse est un hangar à bateaux américain dans le comté de Flathead, dans le Montana. Située sur les bords du lac McDonald, elle est protégée au sein du parc national de Glacier. Inscrite au Registre national des lieux historiques depuis le 19 janvier 1996, elle abrite pendant l'hiver un navire à passagers également inscrit, le DeSmet.